# دورم
قرية دورم وهي قرية تتبع مدينة الدبس، وتقع في محافظة كركوك شمال العراق.